# Кларк, Джон Пеппер
Джон Пеппер Кларк (англ. Johnson Pepper Clark Bekederemo; 6 апреля 1935, Киакбодо Нигерия — 13 октября 2020) — нигерийский поэт, драматург и публицист, литературный псевдонимом J.P. Clark-Bekederemo.

## Биография
Представитель народа иджо. Начальное образование получил в школе, затем учился в престижном государственном колледже в г. Угхелли.
Выпускник Ибаданского университета. Во время учёбы в университете начал издавать студенческий поэтический журнал «The Horn» («Рог»), где появились его первые стихи. После окончания университета по специальности английская филология в 1960 году, начал свою карьеру как писатель и журналист, работая в Нигерийском правительственном информационном агентстве.
С 1966 года — преподаватель английского языка в университете Лагоса, профессор этого университета.
С 1968 года — главный редактор крупнейшего в Африке литературного журнала «Блэк Орфьюс» (Black Orpheus, «Чёрный Орфей»).
Работал в лагосской газете «Daily Express» (рус. «Дейли экспресс»), изучал эпос и легенды своего народа иджо, занимался исследовательской работой в одном из университетов США.

## Творчество
Автор поэтических сборников: «Стихи» (1962), «Тростинка в прилив» (1965), «Потери» (1970), публицистической книги «Америка, их Америка» (1964), книги критических статей и эссе о литературе «Пример Шекспира» (1970) и др.
В результате многолетних исследований фольклора издал монографию «Сага об Озиди» (1977) и свою лучшую пьесу «Озиди» (1966).
Наибольшей известностью пользуется как драматург: трилогия «Песнь козла» (1961), «Маскарад» и «Плот» (1964). В своëм творчестве ориентируется на фольклор, древнегреческую драму и эстетику экзистенциализма.

## Избранные стихи
- Быки фулани
- Ибадан
- Первый дождь
- Дерево
- Мост Иддо
- Олокун
- На берегу потока
- Сервис
- Домой из Хиросимы
- Два лица Мэрилин Монро

Произведения писал на английском языке. На русском языке его стихи публиковались в книгах «Голоса африканских поэтов» (М., 1968), «Поэзия Африки» (М., 1979) и др.